# Eta Geminorum
Désignations
Êta des Gémeaux (η Gem), également nommée Propus, est une étoile triple de la constellation des Gémeaux. D'après la mesure de sa parallaxe annuelle par le satellite Hipparcos, le système est situé à approximativement ∼ 380 a.l. (∼ 117 pc) de la Terre. Il se rapproche du Système solaire à une vitesse radiale de −22 km/s.

## Nomenclature
Propus est le nom propre de l'étoile Eta Geminorum, approuvé par l'Union astronomique internationale (UAI) le 20 juillet 2016. C’est le grec Πρόπους, littéralement « Trépied », qui remonte à Hipparque, et qui est accompagné de la variante latinisée Praepes chez Richard Allen (1899).
L'étoile est également connue sous le nom de Tejat Prior, nom introduit par Giuseppe Piazzi (1814), à partir de la transcription AlTah’ayi donnée par Thomas Hyde (1665), dans sa traduction du سلطانی Zīğ-i Sulṭānī ou « Tables sultaniennes » d’Uluġ Bēg (1437), où il relève que, d’après le lexicographe al-Fīrūzabādī (ca. 1400), l’arabe التحاﺋﻲ al-Taḥā’ī, peut-être « les Pluvieuses », correspond, chez certains auteurs, au couple η et μ Gem qui appartient au étoiles de la VIe des manāzil al-qamar ou  « stations lunaires »,.

## Caractéristiques principales
Eta Geminorum A est une binaire spectroscopique. La primaire est une variable semi-régulière de type SRa dont la luminosité varie sur une période de 234 jours entre les magnitudes +3,15 et +3,90. C'est une géante rouge de type spectral M2IIIa. La secondaire, probablement une faible étoile de type M, accomplit son orbite sur une période de 8,2 ans. Eta Geminorum B, une géante de type G et de sixième magnitude, orbite la paire avec une période d'au moins 700 ans.
Eta Geminorum est proche de l'écliptique et peut donc être occultée par la Lune et très rarement par les planètes. La dernière occultation par une planète eut lieu le 27 juillet 1910 par Vénus, et la précédente le 11 juillet 1837 par Mercure.